# HMNZS Arabis (K385)
HMNZS Arabis (K385) je bila korveta izboljšanega razreda Flower, ki je med drugo svetovno vojno plula pod zastavo Kraljeve novozelandske vojne mornarice.

## Zgodovina
Zgrajena je bila za britansko Kraljevo vojno mornarico kot HMS Arabis. Ob dokončanju 16. marca 1944 je bila predana Novi Zelandiji, ki jo je preimenovala. Opravljala je različne podporne naloge v Tihem oceanu. Leta 1948 so ladjo vrnili Združenemu kraljestvu in izvzeli iz uporabe.